# Adolf Hammerstein
Adolf Hammerstein   (Mannheim, 7 de juny de 1888 - Kiel, 25 de febrer de 1941) va ser un matemàtic alemany.
Hammerstein va estudiar a la universitat de Heidelberg (1908-1910) i a la universitat de Göttingen (1910-1914). En aquesta última, el 1914, va escriure una tesi doctoral sobre teoria de nombres sota la direcció d'Edmund Landau, que no va arribar a defensar per l'esclat de la Primera Guerra Mundial. Després d'haver estat mobilitzat des del 1914 fins al 1919, es va doctorar a Göttingen amb una altra tesi sobre teoria de nombres, també dirigida per Landau. Després de fer estudis postdoctorals a la universitat de Tubinga, va ser nomenat assistent a la universitat de Berlín a partir de 1927, substituint Gábor Szegő qui havia estat nomenat professor titular a Königsberg. Després de la seva habilitació el 1924 hi va ensenyar fins al 1935 com a professor associat. El 1935 va ser nomenat professor titular de la universitat de Kiel, on va romandre fins a la seva mort el 1941.
Els traballs principals de Hammerstein versen sobre la anàlisi funcional, les equacions diferencials parcials i la teoria de les equacions integrals no lineals. D'especial importància és l'equació que porta el seu nom:
{\displaystyle y(x)=f(x)+\int _{B}K(x,s)\cdot \phi (y(s))ds}, equació de Hammerstein,
per a la qual va demostrar que, sota determinades condicions, sempre te una solució.